# Julie Meadows
Julie Meadows, född 3 februari 1974 i Texarkana, Texas, USA, är en amerikansk aktör i pornografisk film, som sedan 1998 medverkat i över 150 filmer, bland andra White Rabbit och Angel Eyes. Hon medverkade också i Max Hardcores obscenitetsdömda film Max Extreme 03.